# Diphtheroptila ochridorsellum
Diphtheroptila ochridorsellum är en fjärilsart som först beskrevs av Edward Meyrick 1880.  Diphtheroptila ochridorsellum ingår i släktet Diphtheroptila och familjen styltmalar. Inga underarter finns listade i Catalogue of Life.